# 두량
두량(竇良, ? ~ 기원전 131년)은 전한 중기의 제후로, 봉상 두팽조의 아들이다.

## 생애
건원 5년(기원전 136년), 두팽조의 뒤를 이어 남피후(南皮侯)에 봉해졌다.
원광 4년(기원전 131년)에 죽으니 시호를 이(夷)라 하였고, 작위는 아들 두상림이 이었다.

## 출전
- 사마천, 《사기》 권19 혜경간후자연표

| 선대 아버지 두팽조 | 전한의 남피후 기원전 135년 ~ 기원전 131년 | 후대 아들 두상림 |